# Джованні Парізі
Джованні Парізі (італ. Giovanni Parisi; 2 грудня 1967, Вібо-Валентія, Італія — 25 лютого 2009, Вогера, Павія, Італія) — італійський професійний боксер, олімпійський чемпіон 1988 року. Чемпіон світу в легкій (версія WBO (1992—1994)) та першій напівсередній (версія WBO (1996—1998)) вагових категоріях.
25 лютого 2009 року загинув у автокатастрофі, зіткнувшись із вантажівкою.

## Аматорська кар'єра
Олімпійські ігри 1988 
- 1/8 фіналу. Переміг Лу Чжи Сюна (Тайпей) — 5-0
- 1/4 фіналу. Переміг Мехака Казаряна (СРСР) — RSC
- 1/2 фіналу. Переміг Абдель Хак Ашика (Марокко) — 5-0
- Фінал. Переміг Даніеля Думітреску (Румунія) — KO

## Професійна кар'єра
У 1989 році Парізі вирішив перейти у професійний бокс. Перемігши Хав'єра Альтамірано в 1992 році, виграв титул чемпіона WBO у легкій вазі.
Двічі успішно його захистивши, Парізі залишає його вакантним та переходить у першу напівсередню вагову категорію. Там зустрівся за титул чемпіона WBC з легендарним мексиканським боксером Хуліо Сезаром Чавесом, однак зазнав поразки одностайним рішенням суддів. Згодом здобув титул чемпіона WBO та шість разів успішно його захистив. 8 жовтня 2006 року провів останній свій бій, поступившись Фредеріку Клозе.